# Blang Tualang
Blang Tualang is een bestuurslaag in het regentschap Aceh Timur van de provincie Atjeh, Indonesië. Blang Tualang telt 807 inwoners (volkstelling 2010).